# 597 a.C.

## Eventos
- Joaquim rei de Judá (597 a. C.)
- Sedecias sucede Joaquim reinando até 586 a. C.
- Sedecias revoltou-se contra o rei da Babilônia. Fizeram uma brecha na muralha da cidade que estava sendo c=vista cercada por Nabucodonosor e oprimida pela fome. Os fugitivos que estavam com o rei Sedecias e sua família tomaram o caminho da planície do Jordão mas o exército dos caldeus perseguiu o rei e alcançou-o na planície de Jericó degolou seus dois filhos em sua presença e depois furou seus olhos e o levou para a babilônia preso em duas cadeias de bronze.
- Os caldeus demoliram o templo do Senhor, Deus de Israel, suas colunas de bronze e levaram os metais para a Babilônia os turíbulos, os vasos e tudo quanto era de bronze, ouro ou prata. Tomaram os cinzeiros, as pás, facas que eram usados no culto para o tesouro deles.

## Nascimentos
- Creso, filho de Alíates, rei da Lídia e de uma mulher da Cária. Ussher estimou que ele se tornou rei da Lídia com trinta e cinco anos de idade.[1]